# Berik
Berik är ett samhälle i Bosnien och Hercegovina.   Det ligger i entiteten Republika Srpska, i den östra delen av landet, 60 kilometer öster om huvudstaden Sarajevo. Berik ligger 995 meter över havet och antalet invånare är 140.
Terrängen runt Berik är kuperad åt sydväst, men åt nordost är den bergig.Närmaste större samhälle är Rogatica, 12,9 kilometer sydväst om Berik. 
Omgivningarna runt Berik är en mosaik av jordbruksmark och naturlig växtlighet. Runt Berik är det ganska tätbefolkat, med 67 invånare per kvadratkilometer.